# Girobicupolă pătrată alungită
În geometrie girobicupola pătrată alungită sau pseudorombicuboctaedrul este un poliedru convex cu 26 de fețe. Este poliedrul Johnson J37.
Deși fețele sale sunt poligoane regulate care se întâlnesc în același fel în fiecare dintre vârfuri (are o singură figură a vârfului, iat Branko Grünbaum a sugerat că ar trebui adăugată la lista tradițională a poliedrelor arhimedice ca al 14-lea exemplu, nu este considerat a fi un poliedru arhimedic deoarece, spre deosebire de cele 13 poliedre arhimedice, îi lipsește un set de simetrii globale care aplică oricare vârf pe oricare alt vârf. Seamănă foarte mult, dar nu trebuie confundat cu rombicuboctaedrul, care este un poliedru arhimedic. Este, de asemenea, un poliedru canonic.
După cum este citat de Grünbaum (2009), este posibil ca această formă să fi fost descoperită de Johannes Kepler în enumerarea sa a poliedrelor arhimedice, dar prima ei apariție clară în lucrări tipărite pare să fie opera lui Duncan Sommerville în 1905. A fost redescoperit în mod independent de J. C. P. Miller în 1930 (din greșeală în timp ce încerca să construiască un model al rombicuboctaedrului) și din nou de V. G. Ashkinuse in 1957.

## Construcția și relația cu rombicuboctaedrul
După cum sugerează și numele, poate fi construit prin divizarea unei girobicupole pătrate (J29) și alungirea ei prin inserarea unei prisme octogonale între cele două jumătăți ale sale.
| Rombicuboctaedru | Secțiuni expandate ale rombicuboctaedrului | Pseudorombicuboctaedru |

Poliedrul poate fi văzut și ca rezultat al răsucirii uneia dintre cupolele pătrate (J4) ale unui rombicuboctaedru (un poliedru arhimedic); adică a ortobicupolei pătrate alungite, cu 45°. Prin urmare, este un rombicuboctaedru girat. Asemănarea sa cu rombicuboctaedrul îi dă numele alternativ de pseudorombicuboctaedru.
Această proprietate nu apare la omologul său cu fața pentagonală, rombicosidodecaedrul girat.

## Simetrie și clasificare
Pseudorombicuboctaedrul are simetria D4d. Este local regulat la vârf – dispunerea celor patru fețe incidente pe orice vârf este aceeași pentru toate vârfurile, fapt unic printre poliedrele Johnson. Totuși, modul în care este „răsucit” îi conferă un „ecuator” distinct și doi „poli”, care, la rândul lor, își împart vârfurile în 8 vârfuri „polare” (4 pe pol) și 16 vârfuri „ecuatoriale”. Prin urmare, nu este tranzitiv pe vârfuri și, în consecință, nu este considerat un poliedru arhimedic.
Cu fețele colorate după simetria D4d, poate arăta astfel:
| Icositetraedrul pseudoromboidal (dreapta) este poliedrul dual. |  |
|                                                                |  |

Există 8 pătrate (verzi) în jurul ecuatorului, 4 triunghiuri (roșii) și 4 pătrate (galbene) deasupra și dedesubt și câte un pătrat (albastru) pe fiecare pol.

## Mărimi asociate
Următoarele formule pentru arie, A, volum, V și rază circumscrisă, R sunt stabilite pentru lungimea laturilor tuturor poligoanelor (care sunt regulate) a:
{\displaystyle A=\left(18+2{\sqrt {3}}\right)a^{2}\approx 21,464102~a^{2},}
{\displaystyle V={\frac {12+10{\sqrt {2}}}{3}}a^{3}\approx 8,714045~a^{3},}
{\displaystyle R={\sqrt {{\frac {5}{4}}+{\frac {1}{\sqrt {2}}}}}\,a^{3}\approx 1,398966~a^{3}.}

## Poliedre și faguri înrudiți
Girobicupola pătrată alungită formează faguri cu tetraedre și cuboctaedre. De asemenea, poate forma un alt fagure cu tetraedre, piramide pătrate și diverse combinații de cuburi, piramide pătrate alungite și bipiramide pătrate alungite.

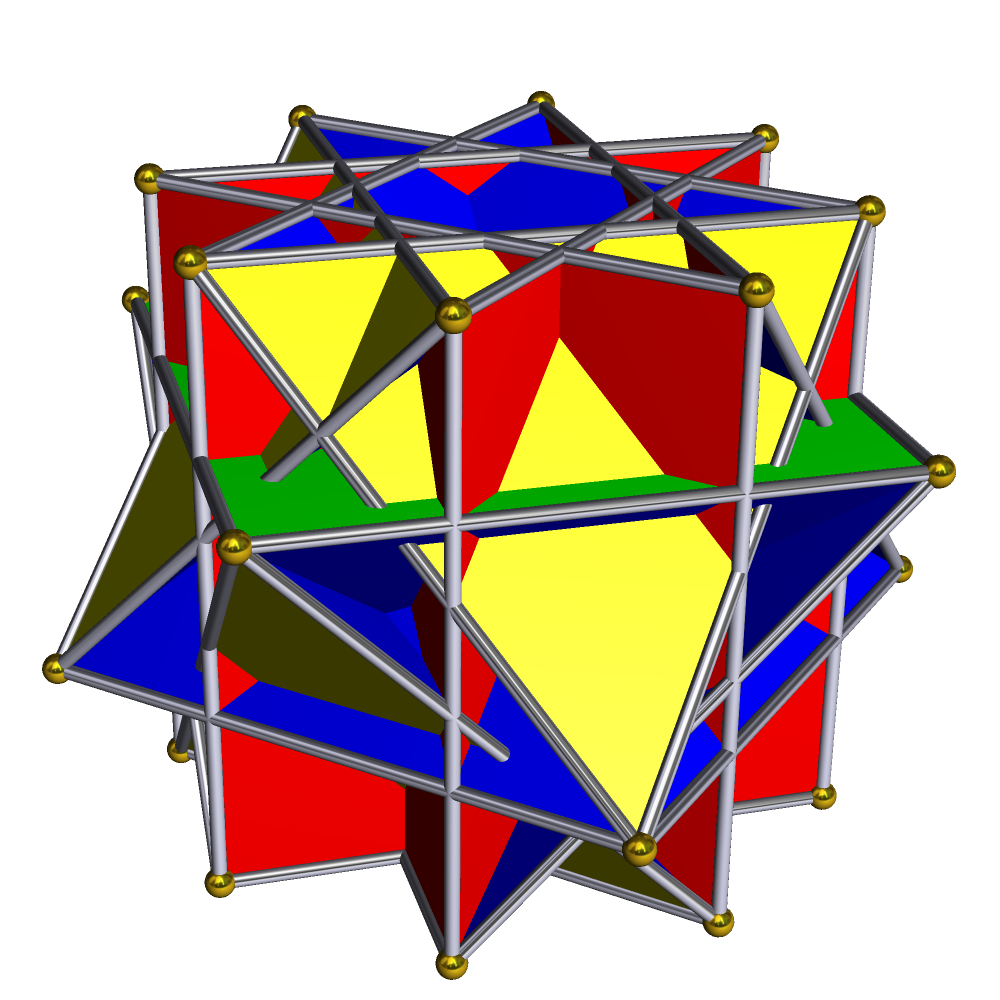
Marele pseudorombicuboctaedru

Marele pseudorombicuboctaedru este un analog neconvex al pseudorombicuboctaedrului, construit în mod similar din marele rombicuboctaedru neconvex.